# Пепелу
Хосе́ Луїс Гарсі́я Вая́ (ісп. José Luis García Vayá), також відомий просто як Пепелу́ (ісп. Pepelú; нар. 11 серпня 1998, Денія) — іспанський футболіст, півзахисник клубу «Валенсія».

## Клубна кар'єра
Почав займатися футболом в команді свого міста «Данія», а 2012 року приєднався до системи клубу «Леванте». 24 червня 2014 року продовжив контракт з клубом до 2021 року, а 7 вересня дебютував у професіональному футболі в складі резервної команди в матчі Терсери проти «Кастельйона».
30 серпня 2015 року в поєдинку проти «Льосетенсе» забив свій перший гол у професіональній кар'єрі. 15 грудня того ж року дебютував у першій команді, замінивши Хуанфрана в матчі Кубка Іспанії проти «Еспаньйола».
14 серпня 2017 року відправився в сезонну оренду в клуб Сегунди Б «Еркулес», за який у підсумку провів 32 матчів. Повернувшись влітку 2018 року в «Леванте» провів наступний сезон 2018-19 у складі другої команди в Сегунді Б, забивши 6 м'ячів у 31 матчі.
26 липня 2019 року перейшов на правах оренди в португальський клуб Прімейра-ліги «Тондела» до кінця сезону. 3 серпня 2019 року дебютував за нову команду в матчі Кубка португальської ліги проти «Пенафієла», вийшовши в стартовому складі. 12 серпня в поєдинку проти «Віторії» (Сетубал) дебютував у Прімейра-лізі. 7 грудня 2019 року в матчі Прімейра-ліги проти «Фамалікана» забив свій перший гол за «Тонделу». Упродовж оренди забив 2 голи в 34 поєдинках за «Тонделу». В липні 2020 року повернувся з оренди до «Леванте».
8 вересня 2020 року відданий в сезонну оренду в інший португальський клуб «Віторія» (Гімарайнш). 18 вересня дебютував за «Віторію» у матчі Прімейра-ліги проти клубу Б-САД. 17 лютого 2021 року в поєдинку Прімейра-ліги проти «Фаренсе» забив свій перши гол за «Віторію». Всього за час оренди провів за команду 33 зустрічі, відзначившись 1 голом.
В липні 2021 року повернувся з оренди в «Леванте», а вже 11 вересня, замінивши Пабло Мартінеса в матчі проти «Райо Вальєкано», дебютував у Ла-Лізі. Всього в сезоні 2021–22 провів 30 матчів за «Леванте», який у підсумку вибув до Сегунди.
9 червня 2022 року підписав новий десятирічний контракт з «Леванте» розрахований до літа 2032 року. 12 серпня 2022 року в матчі проти «Уески» дебютував у Сегунді. 29 квітня 2023 року в поєдинку Сегунди проти «Алавеса» забив свій перши гол за «Леванте».
8 липня 2023 року перейшов до «Валенсії», підписавши п'ятирічний контракт. Сума трансферу становила 5 млн євро. 11 серпня дебютував за «Валенсію» в матчі Ла-Ліги проти «Севільї», вийшовши в стартовому складі. 18 серпня в поєдинку проти «Лас-Пальмаса» забив свій перший гол за «Валенсію», реалізувавши пенальті (1-0). В своєму дебютному сезоні у «Валенсії» забив 8 голів у 39 поєдинках, ставши одним з ключових гравців команди.

## Кар'єра в збірній
Виступав за збірні Іспанії до 17, до 18, до 19, до 20 і до 21 року.
30 серпня 2024 року вперше викликаний до збірної Іспанії головним тренером Луїсом де ла Фуенте для участі в матчах Ліги націй УЄФА проти збірних Сербії та Швейцарії.

## Статистика виступів
Станом на 22 квітня 2025
| Клуб                  | Сезон             | Чемпіонат          | Чемпіонат | Чемпіонат | Кубок | Кубок | Кубок ліги | Кубок ліги | Єврокубки | Єврокубки | Інші  | Інші | Всього | Всього |
| Клуб                  | Сезон             | Дивізіон           | Матчі     | Голи      | Матчі | Голи  | Матчі      | Голи       | Матчі     | Голи      | Матчі | Голи | Матчі  | Голи   |
| --------------------- | ----------------- | ------------------ | --------- | --------- | ----- | ----- | ---------- | ---------- | --------- | --------- | ----- | ---- | ------ | ------ |
| Леванте Б             | 2015–16           | Сегунда Дивізіон Б | 30        | 4         | 0     | 0     | —          | —          | —         | —         | —     | —    | 30     | 4      |
| Леванте Б             | 2016–17           | Сегунда Дивізіон Б | 29        | 4         | 0     | 0     | —          | —          | —         | —         | 2     | 0    | 31     | 4      |
| Леванте Б             | 2018–19           | Сегунда Дивізіон Б | 31        | 6         | 0     | 0     | —          | —          | —         | —         | —     | —    | 31     | 6      |
| Леванте Б             | Всього            | Всього             | 90        | 14        | 0     | 0     | 0          | 0          | 0         | 0         | 2     | 0    | 92     | 14     |
| Леванте               | 2015–16           | Ла-Ліга            | 0         | 0         | 1     | 0     | —          | —          | —         | —         | —     | —    | 1      | 0      |
| Леванте               | 2021–22           | Ла-Ліга            | 29        | 0         | 1     | 0     | —          | —          | —         | —         | —     | —    | 30     | 0      |
| Леванте               | 2022–23           | Сегунда Дивізіон   | 43        | 1         | 4     | 0     | —          | —          | —         | —         | —     | —    | 47     | 1      |
| Леванте               | Всього            | Всього             | 72        | 1         | 6     | 0     | 0          | 0          | 0         | 0         | 0     | 0    | 78     | 1      |
| → Еркулес             | 2017–18           | Сегунда Дивізіон Б | 30        | 0         | 2     | 0     | —          | —          | —         | —         | —     | —    | 32     | 0      |
| → Тондела             | 2019–20           | Прімейра-ліга      | 33        | 2         | 0     | 0     | 1          | 0          | —         | —         | —     | —    | 34     | 2      |
| → Віторія (Гімарайнш) | 2020–21           | Прімейра-ліга      | 30        | 1         | 2     | 0     | 1          | 0          | —         | —         | —     | —    | 33     | 1      |
| Валенсія              | 2023–24           | Ла-Ліга            | 37        | 7         | 2     | 1     | —          | —          | —         | —         | —     | —    | 39     | 8      |
| Валенсія              | 2024–25           | Ла-Ліга            | 30        | 1         | 5     | 1     | —          | —          | —         | —         | —     | —    | 35     | 2      |
| Валенсія              | Всього            | Всього             | 67        | 8         | 7     | 2     | 0          | 0          | 0         | 0         | 0     | 0    | 74     | 10     |
| Всього за кар'єру     | Всього за кар'єру | Всього за кар'єру  | 322       | 26        | 17    | 2     | 2          | 0          | 0         | 0         | 2     | 0    | 343    | 28     |

1. ↑  Кубок Португалії, Кубок Іспанії
2. ↑  Кубок португальської ліги
3. ↑  Плей-оф пониження Сегунди Дивізіону Б